# Sentimentale (chanson)
Singles de Mylène Farmer
N'oublie pas
(2018) Désobéissance
(2018)
Pistes de Désobéissance
Rolling Stone
(1) Désobéissance
(3)
Sentimentale est une chanson issue du 11e album studio de Mylène Farmer et le troisième single de l'album Désobéissance. 
Le clip (moitié dessin-animé que la chanteuse a elle-même dessiné et moitié film personnel) met en scène la star chez elle dans son intimité avec ses chiens.

## Histoire
C'est à minuit le 20 septembre 2018 que sort le troisième single extrait de l'album désobéissance. Le 25 septembre, Sentimentale est envoyé aux radio.
Le clip vidéo sort le même jour. On y aperçoit Mylène Farmer jouant avec ses chiens.

## Réception
Dans les classements le titre parvient à se hisser à la trente-septième place en première semaine. En deuxième semaine l'extrait se classe en dix-neuvième position. Pour sa troisième semaine, le titre chute est arrive en soixante-dixième position. 
Le titre est qualifié d'un son plutôt tropical house et de sonorités électro.

## Crédits
- Paroles : Mylène Farmer

- Musique : Feder & Quentin Segaud

- Production artistique : Feder
- Mixage : Jérôme Devoise au studio D.E.S. (Paris)
- Distribution : Sony Music Entertainment

## Classements

### Classements hebdomadaires
| Classements (2018) | Meilleure position |
| ------------------ | ------------------ |
| France (SNEP)      | 19                 |